# Praça Vidal de Negreiros
A Praça Vidal de Negreiros, também conhecido como Ponto de cem réis, é uma praça localizada no coração do Centro Histórico de João Pessoa, da capital brasileira de João Pessoa, no estado da Paraíba. Caracteriza-se como um marco da modernização dos transportes, local de concentração de reivindicações públicas, de encontros, palco da construção do símbolo do progresso dos anos 1970, o viaduto Damásio Franca.

## História

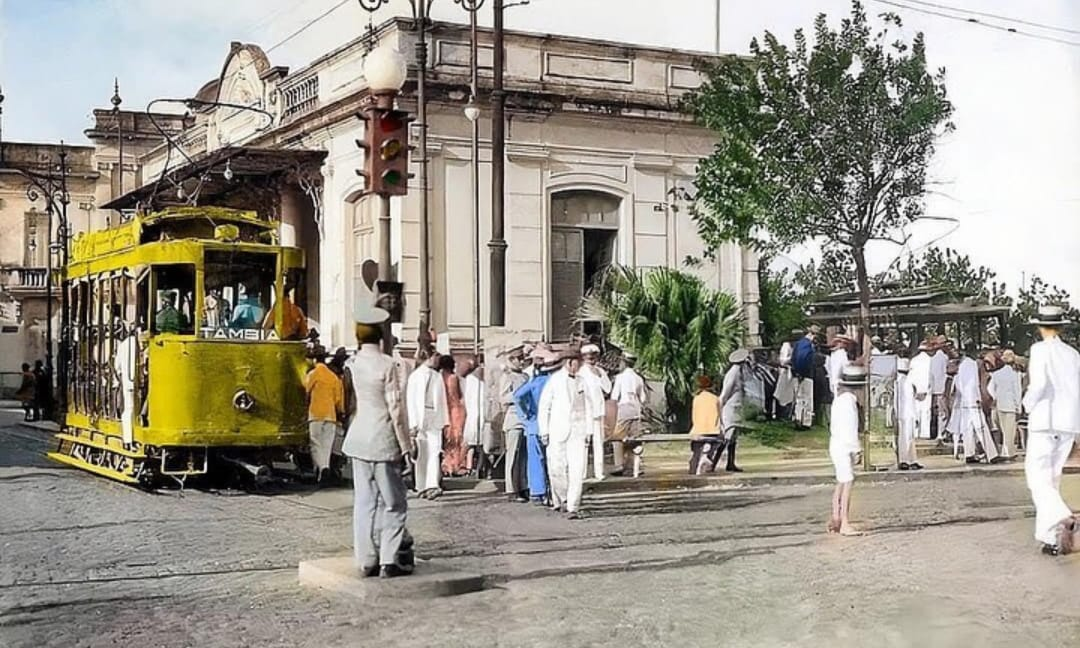
Bonde que passava antigamente no local da praça

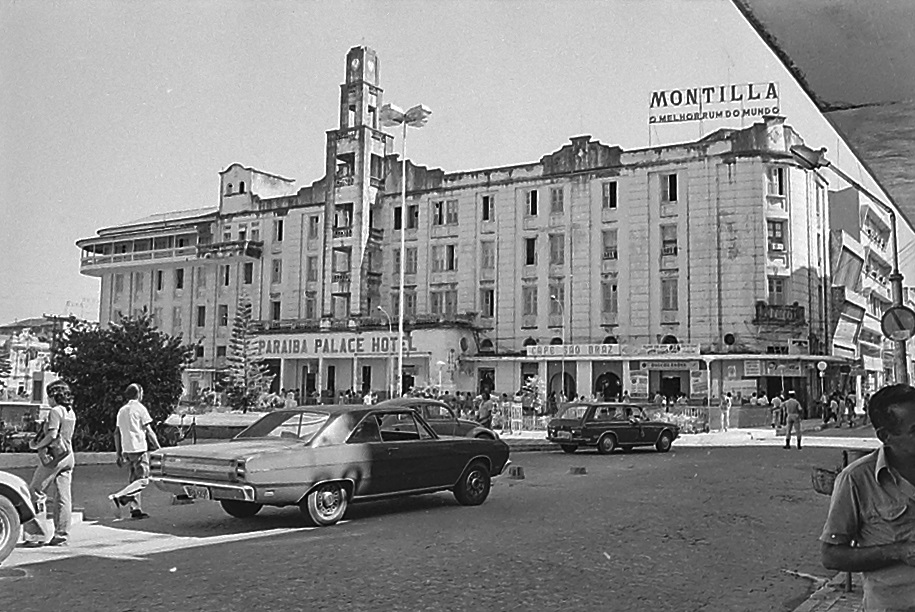
O Paraíba Palace Hotel nos anos 1970

Na Praça Vidal de Negreiros, ficou conhecida como Ponto de Cem Réis devido ao preço da passagem cobrado pelos bondes que passava nos anos de outrora. O local aparece no contexto social de João Pessoa na década de 1910, quando começou a haver a confluência de três linhas de bondes elétricos, que serviam a população interligando os bairros Varadouro, Trincheiras e Tambiá. Devido à atividade desenvolvida, a praça começou a ser chamada de Ponto de Cem Réis, por causa do hábito dos condutores do bonde de gritar o valor das passagens.
A praça sempre foi um local de concentração de reivindicações públicas, de eventos públicos, e privados; na década de 1920, com a implementação dos bondes elétricos, e na década de 1970, com a construção do viaduto Damásio Franca, foi um marco da modernização da capital paraibana.
Dando ênfase a forte presença de empreendimentos comerciais e edificações históricas. Dentre elas, o  Paraíba Palace, tombado pelo Instituto do Patrimônio Histórico e Artístico do Estado da Paraíba (IPHAEP), possui estilo art-noveau, pintado num amarelo marcante, é o único exemplar da arquitetura veneziana da capital paraibana. O local originalmente chamado de “Parahyba Hotel”, foi idealizado pelo ex-governador da Paraíba, João Pessoa; durante anos foi um hotel de luxo, apresentando as sofisticações da época, como elevador, barbearia, restaurante com cardápio internacional. 
Durante a Segunda Guerra Mundial, o hotel recebeu os militares ligados às bases de Natal e Recife, além de integrantes de programas promocionais do ex-presidente Getúlio Vargas. Hospedou também anônimos da elite, políticos, atletas, artistas da época; entre eles, estão Pelé; o ex-governador de São Paulo, Adhemar de Barros; os cantores Cauby Peixoto, Vicente Celestino, Elizeth Cardoso e Bidu Sayão; a Orquestra Tabajara e os maestros Severino Araújo e Tommy Dorsey. Atualmente foi adquirido pela Assembleia da Paraíba, e funciona o centro administrativo do legislativo paraibano mantendo, dessa forma, conservado e preservado toda a edificação histórica do prédio.

## Memórias
O Local da praça homenageia algumas pessoas que tem cunho histórico local como Vidal de Negreiros e Livardo Alves e nacional, que é o caso de Duque de Caxias.
- Duque de Caxias: apelidado de "O Pacificador" e "O Duque de Ferro", foi um militar, político e monarquista brasileiro.
- Vidal de Negreiros: foi um dos dos líderes da Batalha dos Guararapes e Insurreição Pernambucana, na luta contra a colonização holandesa no nordeste brasileiro.
- Livardo Alves: Nascido em João Pessoa[2],  figura popular no meio artístico pessoense por sua criatividade e inventividade.[6] Sua história esteve entrelaçada com a do Ponto de Cém Réis, desde os 15 anos de idade, quando começou a trabalhar no jornal a união. Como compositor ele criou músicas inspiradas em situações do cotidiano, destacando-se no cenário da música brasileira; compôs forró, samba, baião, maracatu, cocos, repente e xaxado. Vencedor de dezenas de festivais na Paraíba e em outros estados; ele considerava como mais significativo a composição de ouro ABC,[2] primeiro festival realizado em nivel nacional na Paraíba, com o samba bossanovista chamado "pela primeira vez". Também foi compositor de peças teatrais como Auto da Compadecida e A Pedra do Reino do escritor Ariano Suassuna; a chegada de lampião ao inferno de Luis Mendonça; compôs obras-primas como Doces Ervas e Meu País[7] ; e em 2002 gravou “Malandro do Morro”,[8] Faroeste em Jaguaribe.[7] Fez grande sucesso no carnaval com a “Marcha da Cueca”, com Carlos Mendes e Sardinha, ganhando destaque no Brasil e no exterior. Foi também compositor de hinos para os clubes de futebol da Paraíba.[8] Toda noite o paradeiro dele era o viaduto do Ponto de Cem Réis, sendo uma fonte de inspiração constante para suas composições e poesias; nos bancos gostava de conversar com as pessoas, conhecendo e interagindo do engraxate ao desembargador.[9]

## Eventos
No local da Praça Vidal de Negreiros, é palco de exposições, festivais, reivindicações públicas, shows, entre outros. No ano de 2018, a cantora Marília Mendonça escolheu o Ponto de Cem Réis, para ser palco da gravação de seu DVD, intitulado Todos os Cantos, cujo projeto se chamava Te vejo em todos os cantos.